# Criminalità in Francia

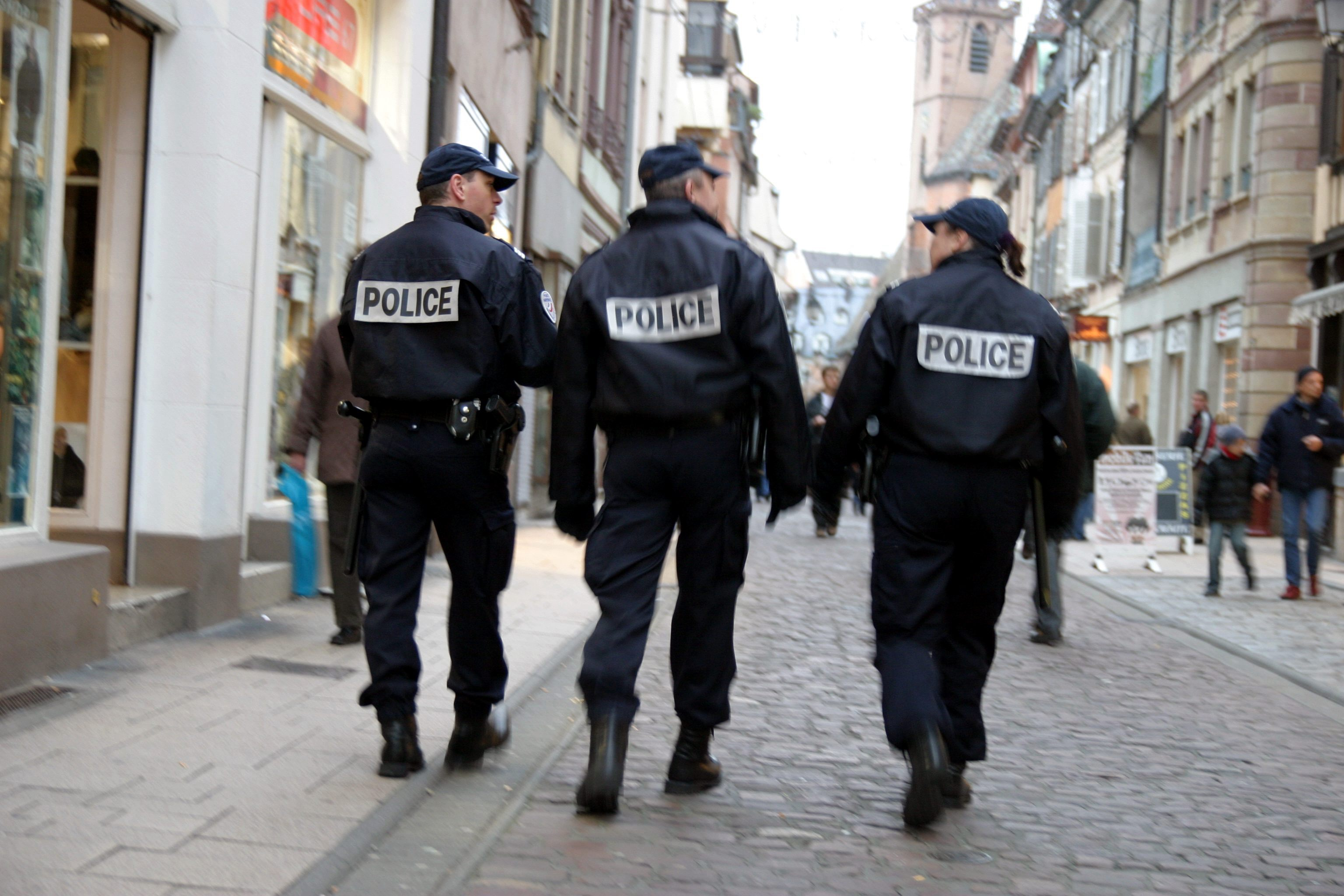
Polizia Nazionale francese di pattuglia

La criminalità in Francia è combattuta dalla polizia francese e da altre agenzie.

## Crimini per tipologia

### Omicidi
Nel 2012, la Francia ha avuto un tasso di omicidi pari all'1,0 % ogni 100.000 abitanti. Ci sono stati un totale di 665 omicidi in Francia nel 2012

### Stupro
Nel 1971, il tasso di stupri era sul 2,0% ogni 100.000 persone. Nel 1995, era al 12,5 %. Nel 2009, sale intorno al 16.2%. 

### Crimine organizzato
Il Milieu è una categoria di criminali operante in Francia. Questi gruppi criminali sono spesso di etnia francese e gruppi criminali associati ad esso operano in tutte le grandi città francesi, ma per lo più sono concentrati a Marsiglia, Grenoble, Parigi e Lione.

### Corruzione
Nel 2011, Transparency International concluse il suo report annuale per il 2011 stabilendo che la Francia non fa abbastanza per fermare la corruzione Un'indagine di TNS Sofres nell'ottobre 2011 indicò che il 72% dell'opinione pubblica francese ha la percezione che i politici siano corrotti.